# Gemeinde Miren-Kostanjevica
Miren-Kostanjevica (italienisch Merna-Castagnevizza) ist der Name einer Gemeinde (Občina) in der Region Primorska in Slowenien.
Die aus 15 Ortschaften und Siedlungen bestehende Gesamtgemeinde liegt in der Nähe von Nova Gorica an der Grenze zu Italien. Das Verwaltungszentrum ist die Ortschaft Miren. Die Gemeinde liegt im Karstgebiet des Vipavatals (Vipavska dolina).
1916 befand sich auf dem Gemeindegebiet ein Frontabschnitt der Achten und Neunten Isonzoschlachten.
Interessante touristische Ziele sind die Burg von Miren aus dem 13. Jahrhundert, die höchste Erhebung, der Trstelj mit 643 m und die vielen Höhlen im Karst.

## Ortsteile
| - Bilje (deutsch: Billiach) - Hudi Log (deutsch: Teufelswald) - Korita na Krasu (deutsch: Korith im Karst) - Kostanjevica na Krasu, (deutsch: Kästenholz) - Lipa (deutsch: Lippa) - Lokvica (deutsch: Lokwitz) - Miren (deutsch: Schmitt) | - Nova vas (deutsch: Neudorf im Karst) - Novelo (deutsch: Neuhausl) - Opatje selo (deutsch: Abtsdorf) - Orehovlje (deutsch: Orechelach) - Sela na Krasu (deutsch: Sellen im Karst) - Temnica (deutsch: Tomensdorf) - Vojščica (deutsch: Voitsberg) - Vrtoče (deutsch: Vertatz) |

## Nachbargemeinden
|         | Šempeter-Vrtojba, Renče-Vogrsko             | Renče-Vogrsko |
| Italien | Kompassrose, die auf Nachbargemeinden zeigt |               |
|         | Komen                                       | Komen         |